# Třebom

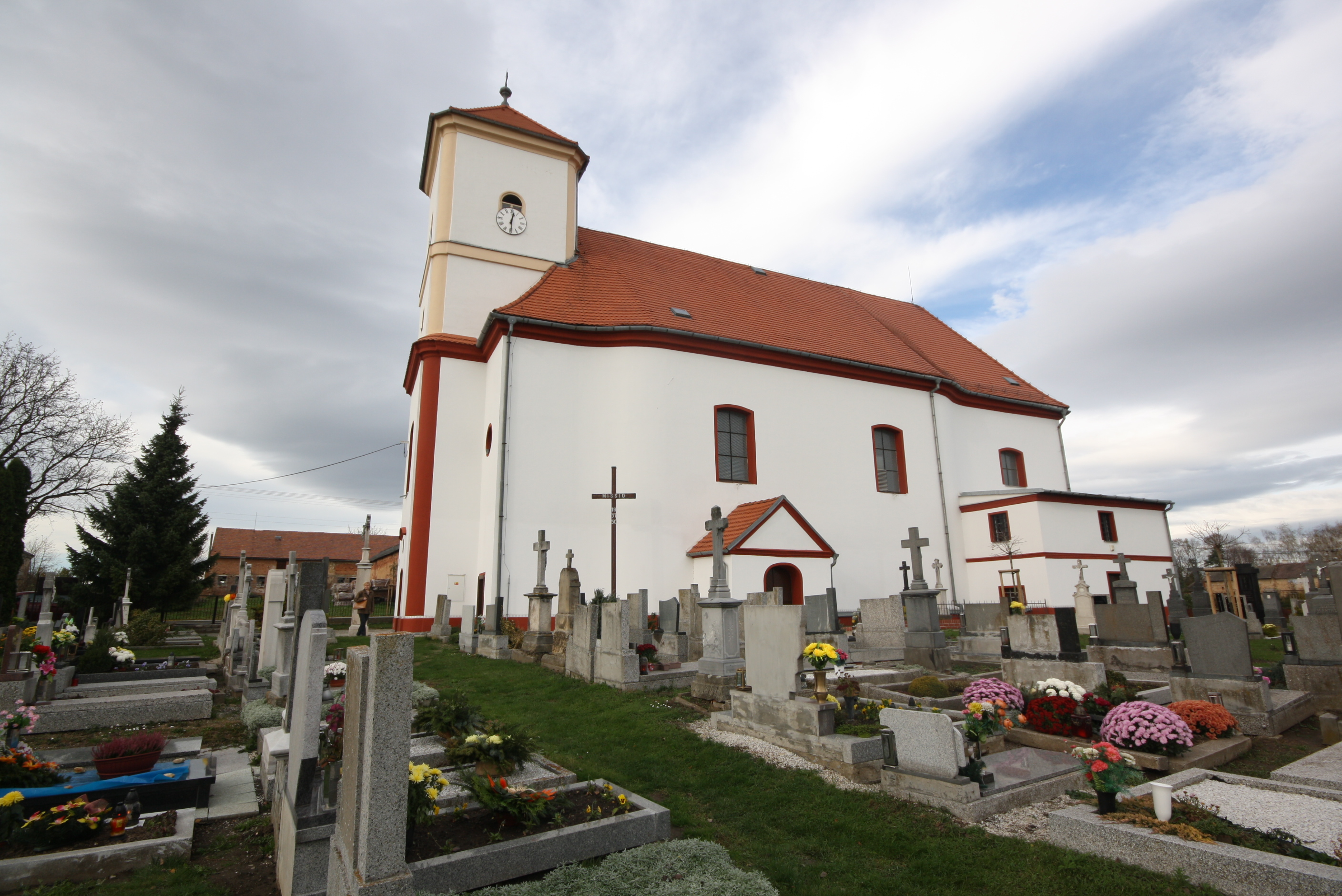
Una iglesia en Třebom.

Třebom es una aldea de la región de Moravia-Silesia, en la República Checa. Integra la microrregión de Hlučínsko, cercana de la frontera con Polonia. Cuenta con una población de 210 habitantes.

## Geografía
- Altitud: 232 metros.
- Latitud: 50º 03' 00" N
- Longitud: 018º 01' 59" E

- Datos: Q1018865
- Multimedia: Třebom / Q1018865